# 南投服務區
南投服務區是臺灣的一處國道服務區，位於南投縣南投市與中寮鄉交界，里程為福爾摩沙高速公路（國道三號）231.6k，南北共用，是該高速公路自基隆起點以來的第四個服務區，2003年1月23日成立。基地位於布農族遺址，布農語稱之為 Lamungan，意為「垭口」。該服務區由新東陽股份有限公司負責經營，於2010年2月1日出口處增設24小時便捷中油加油站，2024年啟用電動車的充電站，支援CCS1及CCS2規格之充電樁。

## 規劃
此服務區設有簡易便道，連接縣道139號（中寮鄉永平路）。

## 基本資料
- 位置：福爾摩沙高速公路231K+598處
- 地址：南投縣南投市南鄉路250巷142弄6號
- 營運廠商：新東陽股份有限公司
- 聯絡電話：049-2205910

## 營業額
以下為南投服務區自2006年以來之年營業額，其中2006年與2007年之年營業額未含營業稅：
|  | 由于已知的技术原因，图表暂时不可用。带来不便，我们深表歉意。 |

|  | 由于已知的技术原因，图表暂时不可用。带来不便，我们深表歉意。 |

## 外部連結
- 新東陽南投服務區
- 中區工程處國道服務區>>南投服務區 （页面存档备份，存于）
- 國道3號 南投服務區 即時影像 - 高速公路資訊網